# کریستیانه نوسلاین-فولهارت ۱۵۸۱۱
سیارک ۱۵۸۱۱ (به انگلیسی: 15811 Nusslein-Volhard، نامگذاری:1994ND1) پانزده هزار و هشتصد و یازدهمین سیارک کشف شده‌است که در ۱۰ ژوئیه ۱۹۹۴ کشف شد.
قدر مطلق سیارک برابر ۴۰.۷ است.